# كأس العالم لقفز الحواجز
كأس العالم لقفز الحواجز هي مسابقة دولية سنوية بين أفضل الفرسان في العالم في قفز الحواجز الخيول والفرسان. انطلقت في عام 1978، تضم اليوم 14 بطولة في جميع القارات. يتأهل أفضل الفرسان من 132 مسابقة تمهيدية للنهائي. 